# Massimiliano Gatto
Massimiliano Gatto (Trebisacce, 28 ottobre 1995) è un allenatore di calcio ed ex calciatore italiano, vice-allenatore del settore giovanile del Como.

## Biografia
È il fratello minore di Leonardo, a sua volta calciatore.

## Caratteristiche tecniche
Giocatore molto duttile e veloce, in possesso di un buon cambio di passo e di precisione nel tiro, abile nel dribbling, dotato di un ottimo controllo palla e di una grande visione di gioco, viene schierato prevalentemente come trequartista, ma può essere utilizzato anche come ala, seconda punta o addirittura come mezzala, risultando un vero e proprio jolly.

## Carriera

### Club
Cresciuto nei settori giovanili di Reggina e Chievo, dopo aver vinto un campionato Primavera con la squadra veneta, il 1º agosto 2014 viene ceduto in prestito con diritto di riscatto e contro-riscatto al Carpi, con cui colleziona 12 presenze totali.
Il 3 agosto 2015 passa con la stessa formula alla Pro Vercelli, con cui il 6 settembre segna la prima rete tra i professionisti, in occasione della partita vinta per 2-1 contro la Virtus Lanciano.
L'11 luglio 2016 si trasferisce, sempre a titolo temporaneo, al Pisa, disputando una buona stagione a livello individuale ma non riuscendo ad evitare la retrocessione in Serie C del club toscano.
Il 25 gennaio 2018, dopo una prima parte di stagione passata fuori rosa nel Chievo, viene acquistato a titolo definitivo dalla Pro Vercelli con cui disputa mezza stagione nel torneo cadetto. che vede la retrocessione del club piemontese e  la successiva in Serie C.
Il 17 agosto 2019 passa al Como. Con i Lariani, il 25 aprile 2021 ottiene la vittoria della Serie C 2020-2021 (Girone A) e la conseguente Promozione in Serie B da protagonista, risultando il miglior marcatore dei Voltiani con 14 gol realizzati.
A causa di un infortunio di lunga durata non riesce a ottenere che poche presenze nel campionato cadetto.
Nel luglio 2023 si ritira dal calcio giocato e, contestualmente, assume il ruolo di vice allenatore di Cesc Fàbregas nella squadra Primavera del Como.

### Nazionale
Nel 2015 viene convocato nell'Italia U20, esordirà il 25 febbraio 2015. Raccoglierà in totale, 4 presenze ed 1 goal.

## Statistiche

### Presenze e reti nei club
| Stagione            | Squadra             | Campionato          | Campionato | Campionato | Coppe nazionali | Coppe nazionali | Coppe nazionali | Coppe continentali | Coppe continentali | Coppe continentali | Altre coppe | Altre coppe | Altre coppe | Totale | Totale |
| Stagione            | Squadra             | Comp                | Pres       | Reti       | Comp            | Pres            | Reti            | Comp               | Pres               | Reti               | Comp        | Pres        | Reti        | Pres   | Reti   |
| ------------------- | ------------------- | ------------------- | ---------- | ---------- | --------------- | --------------- | --------------- | ------------------ | ------------------ | ------------------ | ----------- | ----------- | ----------- | ------ | ------ |
| 2014-2015           | Carpi               | B                   | 11         | 0          | CI              | 1               | 0               | -                  | -                  | -                  | -           | -           | -           | 12     | 0      |
| 2015-2016           | Pro Vercelli        | B                   | 11         | 1          | CI              | 0               | 0               | -                  | -                  | -                  | -           | -           | -           | 11     | 1      |
| 2016-2017           | Pisa                | B                   | 22         | 1          | CI              | 1               | 0               | -                  | -                  | -                  | -           | -           | -           | 23     | 1      |
| gen.-giu. 2018      | Pro Vercelli        | B                   | 5          | 0          | CI              | 0               | 0               | -                  | -                  | -                  | -           | -           | -           | 5      | 0      |
| 2018-2019           | Pro Vercelli        | C                   | 33+2       | 2+1        | CI+CI-C         | 0               | 0               | -                  | -                  | -                  | -           | -           | -           | 35     | 3      |
| Totale Pro Vercelli | Totale Pro Vercelli | Totale Pro Vercelli | 49+2       | 3+1        | -               | 0               | 0               | -                  | -                  | -                  | -           | -           | -           | 51     | 4      |
| 2019-2020           | Como                | C                   | 9          | 0          | CI-C            | 0               | 0               | -                  | -                  | -                  | -           | -           | -           | 9      | 0      |
| 2020-2021           | Como                | C                   | 37         | 13         | -               | -               | -               | -                  | -                  | -                  | SC-C        | 2           | 0           | 39     | 13     |
| 2021-2022           | Como                | B                   | 7          | 0          | -               | -               | -               | -                  | -                  | -                  | -           | -           | -           | 7      | 0      |
| 2022-2023           | Como                | B                   | -          | -          | -               | -               | -               | -                  | -                  | -                  | -           | -           | -           | -      | -      |
| Totale Como         | Totale Como         | Totale Como         | 53         | 13         | -               | 0               | 0               | -                  | -                  | -                  | -           | 2           | 0           | 55     | 13     |
| Totale carriera     | Totale carriera     | Totale carriera     | 137        | 19         | CI              | 2               | 0               | -                  | -                  | -                  | -           | 2           | 0           | 141    | 19     |

## Palmarès

### Club

#### Competizioni giovanili
- Campionato Primavera: 1

Chievo: 2013-2014

#### Competizioni nazionali
- Campionato italiano di Serie B: 1

Carpi: 2014-2015
- Serie C: 1

Como: 2020-2021 (girone A)

### Nazionale
- Torneo Quattro Nazioni: 1

2015-2016